# Tuberonotha ferrosa
Tuberonotha ferrosa is een insect uit de familie van de Mantispidae, die tot de orde netvleugeligen (Neuroptera) behoort. 
Tuberonotha ferrosa is voor het eerst wetenschappelijk beschreven door Navás in 1914.